# 陈俦墓
陈俦墓，当地人俗称“娘仔墓”，是厦门岛上的一座唐代古墓。位于禾山街道乌石浦村北面，位于公路之旁，其不远处有一座小庙。保护范围墓冢龟背形，墓围风字形；花岗岩的墓碑上阴刻“唐著作郎陈俦墓”几个大字。
该墓西北-东南朝向，范围约20平方米。侧面分别写明嘉庆十四年、民国卅二年重修。墓主人陈俦是厦门陈氏四世祖，也是盛唐时代办理起草文书的著作侍郎。陈俦的生卒年月不见记载，在官场上作为不大，但他创立的虎溪岩寺在厦门佛教界颇有影响，也是厦门八景之一。他的次子陈闻则是白鹤岩寺的创始者。该墓对研究厦门岛的早期开发有一定价值。